# Maladie de rétention des chylomicrons
 (avril 2024).
 Mise en garde médicale
La maladie de Rétention des chylomicrons [CMRD ou FHBL-SD3, Online Mendelian Inheritance in Man (OMIM) 246700], anciennement appelée « maladie d’Anderson » en référence à Charlotte Morrison Anderson qui fût la première à publier une description de ce trouble en 1961, est une maladie génétique à transmission autosomique récessive, particulièrement rare, affectant l'absorption des graisses. Elle est causée par des mutations dans le gène SAR1B, qui empêchent la libération de chylomicrons dans la circulation lymphatique et sanguine. Les chylomicrons sont des particules de transport des graisses. En l'absence de chylomicrons fonctionnels, le corps ne peut pas absorber certaines vitamines liposolubles, ce qui entraîne des problèmes nutritionnels et de développement.

## Nomenclature
Avant 2021, la maladie de rétention des chylomicrons, recensée par l’acronyme « CMRD » a fait l’objet d’une nouvelle classification et appartient désormais au groupe des Hypobetalipoprotéinémies familiales (FHBL), également appelées hypocholestérolémies familiales, et au sous-groupe des Hypobetalipoprotéinémies Familiales liées à un défaut d’assemblage des lipoprotéines (FHBL Owing to Lipoprotein Assembly Defect) et est donc à présent recensée sous l’acronyme « FHBL-SD3 ».

## Prévalence
La prévalence de cette pathologie est extrêmement faible, affectant moins d'une naissance pour un million. Actuellement, le « Genetic and Rare Disease Information Center » estime le nombre de cas aux États-Unis entre 1 et 300, tandis que la Banque Nationale de Données des Maladies Rares a recensé 21 cas de FHBL-SD3 en novembre 2023, en France. Au niveau mondial, on estime qu'il existe seulement une soixantaine de cas, répartis dans de petites cohortes,,; mais de nouveaux cas sont régulièrement rapportés,,. Puisque l'allèle responsable de la maladie est récessif, les parents sont généralement asymptomatiques.

## Signes et symptômes
La FHBL-SD3 se caractérise par des symptômes peu spécifiques affectant le développement et le fonctionnement de l'appareil digestif ainsi que du système nerveux, et se manifeste généralement dès la petite enfance.
Cette condition présente une symptomatologie qui rappelle celle de la malnutrition, car elle découle d'une mauvaise absorption des lipides et des nutriments liposolubles tels que la vitamine E. Par conséquent, cette maladie est souvent sous-diagnostiquée par les professionnels de santé. Les nutriments liposolubles jouent un rôle essentiel dans la croissance, le développement et le fonctionnement physiologique de l'organisme. Une carence en vitamine E est particulièrement préoccupante, car elle est indispensable au fonctionnement et au développement neurologique. L'absence de cette vitamine perturbe le fonctionnement des neurones, entraînant une diminution des signaux cérébraux, une réduction du développement musculaire et une altération de la contraction musculaire.
Les symptômes digestifs sont particulièrement invalidants pendant la petite enfance, avec l'apparition précoce de diarrhées, d'une intolérance aux graisses alimentaires, de stéatorrhées, de vomissements et de douleurs abdominales parfois intenses associées à distension abdominale. Ces symptômes, prévalents dans plus de la moitié des cas avant l'âge de trois mois et dans 9 cas sur 10 avant un an, entraînent des retards de croissance et de développement,.
Cependant, leur nature peu spécifique conduit souvent à un retard dans le diagnostic, établi en moyenne sept ans après l'apparition des premiers signes. Seulement 17 % des diagnostics sont posés avant l'âge d'un an, alors que près de 60 % le sont entre un et dix ans, avec une proportion limitée de diagnostics chez les adultes. Cette complexité diagnostique est exacerbée par le fait que les premières affections identifiées chez les enfants sont souvent l'allergie aux protéines de lait de vache ou la maladie cœliaque. De plus, l'hypocholestérolémie est souvent attribuée à la malnutrition. Bien que ces symptômes puissent disparaître temporairement avec un régime alimentaire adapté, les diarrhées réapparaissent dès le retour à une alimentation standard, même à l'âge adulte.
Sans traitement, les complications neuromusculaires dues à la carence en vitamine E se manifestent généralement au cours de la première ou de la deuxième décennie de la vie, affectant à la fois le système nerveux central et périphérique. Ces complications se traduisent par une perte progressive des réflexes tendineux profonds (aréflexie), une diminution du sens vibratoire et de la proprioception, des anomalies électromyographiques et des douleurs et crampes musculaires. L'âge moyen d’apparition des complications neuromusculaires est de 12 ans, et seule une supplémentation en vitamines (A et E principalement) permet de les ralentir, bien qu'elle ne puisse pas les corriger. Cependant, ces complications peuvent être complètement évitées par un traitement précoce, dès la période post-natale, soulignant ainsi l'importance cruciale d'une sensibilisation au diagnostic. Chez les adolescents et les adultes, des complications hépatiques, telles que des hépatomégalies et une élévation des Transaminase, ou des anomalies sanguines sont observées,,.
Chez l’adolescent et l’adulte ce sont des complications neuro-dégénératives ou hépatiques (hépatomégalie et élévation des transaminases) ou des anomalies sur le bilan sanguin qui sont observées.
Le tableau clinique complet de la CMRD est donc le suivant :
- Diarrhée malabsorptive chronique - Diarrhée qui résulte d'une mauvaise absorption des graisses,
- Stéatorrhée - Selles anormales dues à la présence de graisses non digérées
- vomissement,
- Carence en vitamine E - De faibles niveaux de vitamine E en raison de la malabsorption des graisses dans l'alimentation à l'origine des troubles du développement du Système nerveux central et du Système nerveux périphérique,
- cardiomyopathie - atteintes musculaire cardiaque et pouvant provoquer un essoufflement, de la fatigue voire une insuffisance cardiaque et des troubles du rythme cardiaque;
- Retard de croissance staturo-pondérale,
- Hypocholestérolémie
- Stéatose hépatique - Surcharge lipidique excessive dans le foie, pouvant évoluer vers la Cirrhose,
- Hyporéflexie - Absence ou faible de niveaux de réflexes musculaires
- Amyotrophie - Dénervation du tissu musculaire pouvant évoluer vers une perte de tissu musculaire

## Génétique
La rétention intestinale des chylomicrons, qui a donné son nom à la pathologie, est due à des mutations du gène SAR1B, codant pour la protéine Sar1b. La GTPase Sar1B est une enzyme située dans les cellules épithéliales du tractus gastrointestinal, et appartient à la famille des protéines G, qui sont des protéines intracellulaires impliquées dans la régulation du trafic vésiculaire. Cette protéine est nécessaire pour le transport des chylomicrons, qui sont essentiels à l'absorption des vitamines liposolubles et au transport des graisses et du cholestérol de l'Intestin grêle vers la circulation sanguine. Le gène Sar1B est situé à la position 5q31.1 dans le cinquième chromosome et est composé de huit exons. Au total, 17 mutations ont été rapportés, essentiellement des mutations non-sens (n = 7) et faux sens (n = 10).

## Diagnostic
Le bilan lipidique à jeun permet d’orienter le diagnostic étiologique. Dans la FHBL-SD3, on observe un hypocholestérolémie modérée avec une diminution des concentrations en LDL et en HDL cholestérol, mais des concentrations en triglycérides normales. Un bilan lipidique normal chez les deux parents oriente le diagnostic vers une FHBL-SD1 ou une FHBL-SD3. Le dosage des vitamines liposolubles permet également d’orienter le diagnostic mais aussi d’estimer la carence initiale. Un déficit profond en vitamine E (inférieure à la limite de quantification) oriente vers une FHBL-SD1 ou une FHBL-SD3. Seule l’analyse génétique et moléculaire permet de confirmer le diagnostic. La FHBL-SD3 est une maladie de transmission autosomique récessive et est donc plus fréquente en cas de consanguinité. En France, ces maladies rares ne bénéficient pas de dépistage néonatal systématique.

## Traitement
Une prise en charge multidisciplinaire est indispensable coordonnée habituellement par un médecin nutritionniste (gastropédiatre ou lipidologue d’adulte) avec médecin généraliste ou un pédiatre pour le suivi de proximité ; et selon les complications : un ophtalmologue, un neurologue, un hépatologue et un cardiologue. Le traitement doit être précoce, pour améliorer le confort digestif, corriger le déficit calorique, permettre une croissance optimale, et prévenir les complications liées aux carences en vitamines liposolubles et autres nutriments. Il comprend :
- 1) un régime pauvre en acides gras à chaîne longue.
- 2) une supplémentation en vitamines A,D,E et K à très fortes doses et en acides gras essentiels(AGE)[19].